# 10-я армия (СССР)
10-я армия — оперативное общевойсковое объединение (армия) в составе Вооружённых Сил СССР до, во время и после Великой Отечественной войны.
Сокращённое наименование — 10 А.

## Первое формирование
Сформирована в 1939 году в Белорусском Особом военном округе. В сентябре 1939 года участвовала в Польском походе РККА.

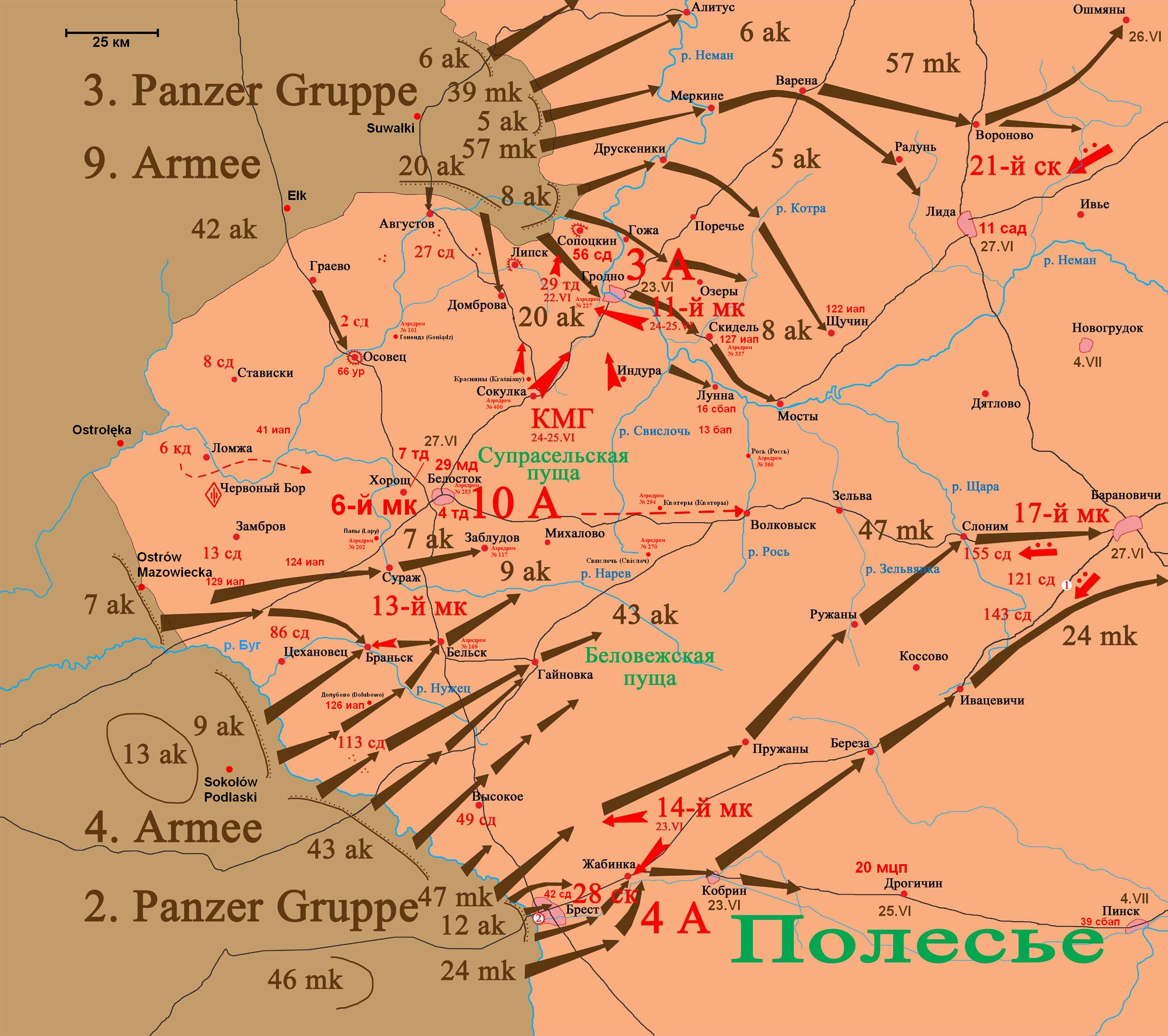
Окружение советских войск Западного фронта в Белостокском выступе, 22 — 27 июня 1941 года.

К лету 1941 года располагалась в Белостокском выступе и входила в состав Западного фронта. 21 июня 1941 года в составе армии было управление, два (6-й и 13-й) механизированных (количество танков — 1021 и 282 соответственно), один (6-й) кавалерийский и два (1-й и 5-й) стрелковых корпуса, одна отдельная (155-я) стрелковая и одна (9-я) смешанная авиационная дивизия (409 самолётов). Всего в 10-й армии 15 дивизий. В том числе стрелковых — 6, танковых — 4, моторизованных — 2, кавалерийских — 2 и авиационных — 1. Таким образом 10-я армия была на тот момент второй по мощности (после 9-й) из всех армий, принимавших участие в отражении агрессии.
С началом войны с Германией участвовала во фронтовом контрударе в районе Гродно и в оборонительных боях в Белоруссии на белостокском направлении. К концу июня немецкие войска группы армий «Центр» окружили 3-ю, 4-ю и 10-ю армии в Белостокско-Минском «котле». В итоге все соединения и части 10-й армии были разгромлены. 30 июня при попытке пересечь шоссе Барановичи-Минск управление армии было уничтожено, вышедшие из окружения остатки войск были обращены на доукомплектование 4-й армии.
Командующий 10-й армией генерал-майор К. Д. Голубев и начальник артиллерии армии генерал-майор М. М. Барсуков вышли из окружения в составе сводной группы 86-го Августовского пограничного отряда НКВД СССР, в конце июля Голубев был назначен командующим 13-й армией, участвовавшей в тот момент в битве под Смоленском.

### Состав армии на22.06.1941
В состав армии на утро 22 июня 1941 года входили:
- управление
- 1-й стрелковый корпус (генерал-майор Ф. Д. Рубцов, Белосток)
  - 2-я стрелковая дивизия (полковник М. Д. Гришин, Осовец)
  - 8-я стрелковая дивизии (полковник Н. И. Фомин, Стависки)
- 5-й стрелковый корпус (генерал-майор А. В. Гарнов, Бельск)
  - 13-я стрелковая дивизия (генерал-майор А. З. Наумов, Замбров)
  - 86-я стрелковая дивизия (полковник М. А. Зашибалов, Цехановец)
  - 113-я стрелковая дивизия (генерал-майор Х. Н. Алавердов, Семятичи)
- 6-й механизированный корпус (генерал-майор М. Г. Хацкилевич, Белосток)
  - 4-я танковая дивизия (генерал-майор А. Г. Потатурчев, Белосток)
  - 7-я танковая дивизия (генерал-майор С. В. Борзилов, Хорощ)
  - 29-я моторизованная дивизия им. Финляндского пролетариата (генерал-майор И. П. Бикжанов, передислоцировалась из Слонима в Белосток)
  - 4-й мотоциклетный полк
  - 185-й отдельный батальон связи
  - 41-й отдельный мотоинженерный батальон
- 13-й механизированный корпус (генерал-майор П. Н. Ахлюстин, Бельск)
  - 25-я танковая дивизия (полковник Н. М. Никифоров, Лапы)
  - 31-я танковая дивизия (полковник С. А. Калихович, Боцьки)
  - 208-я моторизованная дивизия (полковник В. И. Ничипорович, Гайновка)
  - 18-й мотоциклетный полк
- 6-й казачий кавалерийский корпус имени И. В. Сталина (генерал-майор И. С. Никитин , Ломжа)
  - 6-я кавалерийская дивизия (генерал-майор М. П. Константинов, Ломжа)
  - 36-я кавалерийская дивизия (генерал-майор Е. С. Зыбин, Волковыск)
- 155-я стрелковая дивизия (генерал-майор П. А. Александров, Барановичи)
- 64-й Замбровский (Замбрувский) Укреплённый район (сейчас Замбрув, Польша, комендант — полковник Н. А. Бердников, начальник штаба — полковник М. В. Шитов)
- 66-й Осовецкий Укреплённый район (комендант — полковник С. Н. Дролин)
- 6-я артиллерийская бригада противотанковой обороны
- 124-й гаубичный артиллерийский полк РГК (майор А. К. Девизенко, Пески)
- 375-й гаубичный артиллерийский полк РГК (майор А. А. Манько, Соколы)
- 311-й пушечный артиллерийский Краснознамённый полк РГК (Деречин)
- 130-й корпусной артиллерийский полк
- 156-й корпусной артиллерийский полк
- 262-й корпусной артиллерийский полк
- 315-й корпусной артиллерийский полк
- 10-й инженерный полк
- 38-й отдельный зенитный артиллерийский дивизион
- 71-й отдельный зенитный артиллерийский дивизион
- ряд отдельных частей
- 9-я смешанная авиационная дивизия (командир — генерал-майор C. А. Черных). Базировалась на аэродромах Белосток, Себурчин, Высоке-Мазовецке, Долубово, Тарнава. Штаб дивизии размещался в Белостоке. В состав дивизии входили:
  - 41-й истребительный авиационный полк (Себурчин)
  - 124-й истребительный авиационный полк
  - 126-й истребительный авиационный полк (базировался на аэродроме Долубово (сейчас Dołubowo, Польша) в 22 км от границы)
  - 129-й истребительный авиационный полк (базировался на аэродроме Тарново (сейчас Tarnowo-Goski, вблизи г. Белостока, Польша) в 12 км от границы)

Перед войной лётчики переучились на самолёты МиГ-3 На аэродромах находились и старые самолёты И-16, И-15 бис. В 41-м иап насчитывалось 100 самолётов МиГ-3 и 19 И-15 бис, в 124-м иап — 78 МиГ-3 и 29 И-16, в 126-м иап — 68 МиГ-3 и 23 И-16, в 129-м иап — 57 МиГ-3 и 61 И-16. Всего в 9-й сад насчитывалось 435 истребителей.

## Второе формирование
Образована 1 октября 1941 г. на основании директивы Ставки ВГК от 30 сентября 1941 г., на юго-западном направлении (на Южном фронте) с непосредственным подчинением Ставке ВГК.
Из-за напряжённой обстановки формирование не было закончено и войска были переданы в другие воинские соединения. 17 октября 1941 г. армия была расформирована.

## Третье формирование

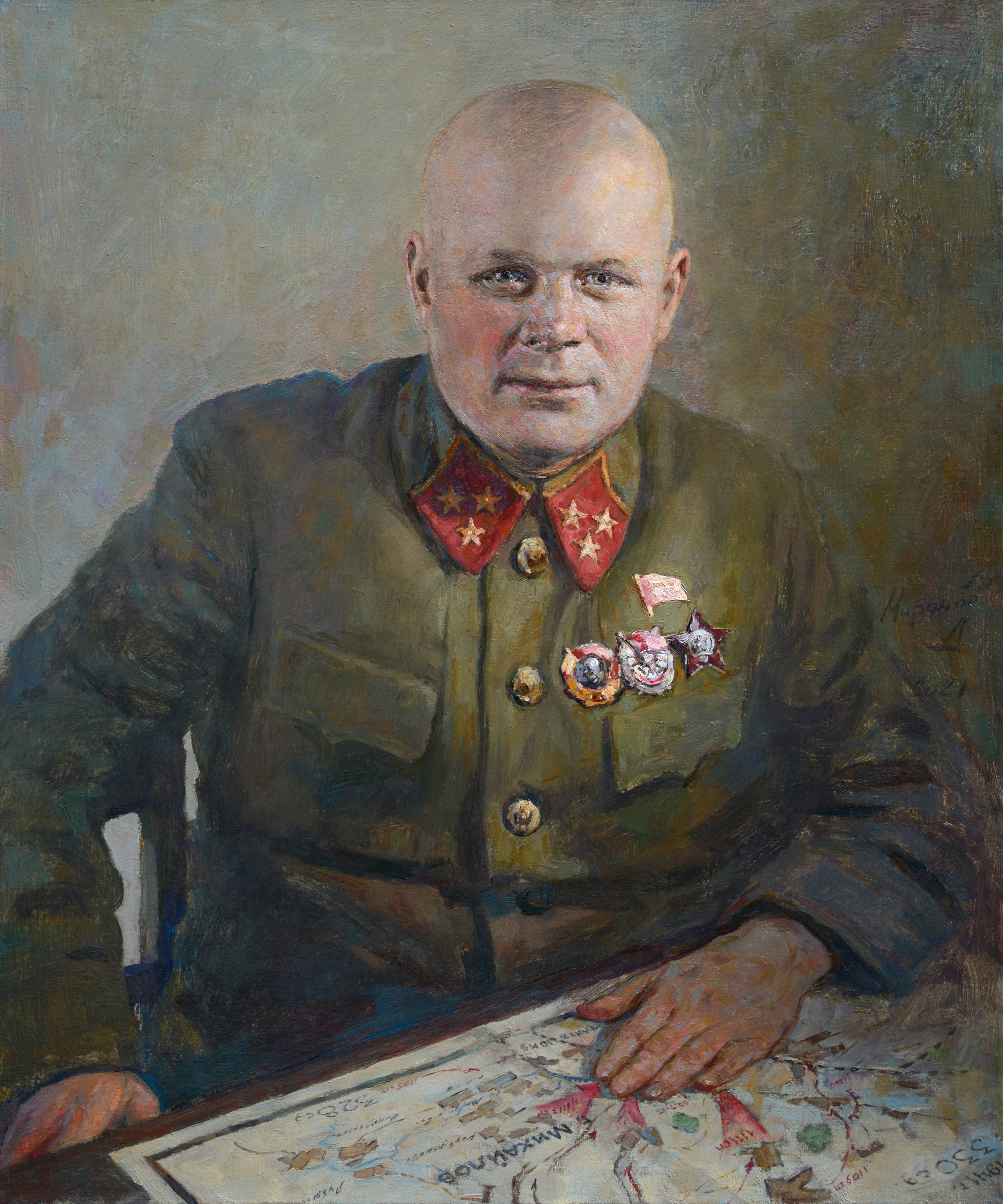
Командующий 10-й армией генерал-лейтенант Ф. И. Голиков

Образована 1 ноября 1941 г. на основании директивы Ставки ВГК от 21 октября 1941 г. № 004038 (ЦАМО ф.148а оп.3763 д.93 л.77) в Приволжском военном округе. В состав армии включались: 326-я стрелковая дивизия — Пенза; 324-я — Пенза; 322-я — Кузнецк; 330-я — Сызрань; 323-я стрелковая дивизия —Тамбов. Кроме того, две стрелковые бригады должны были прибыть из Уральского военного округа. Штаб армии развертывался в городе Кузнецк. 29 ноября 1941 года части этой армии (согласно директиве от 24 ноября 1941 года № оп/2995) были передислоцированы в следующие пункты: 328-я стрелковая дивизия — Турлатово, Выгородок; 322-я стрелковая дивизия — Рыбное; 330-я стрелковая дивизия — Рязань; 323-я стрелковая дивизия — Спасск-Рязанский; 326-я стрелковая дивизия — Шилово; 57-я кавалерийская дивизия — Канино (северо-восточнее Ряжска); 75-я кавалерийская дивизия — Рязань. Штаб армии и части связи находились в Шилово. Входила в непосредственное подчинение Ставке ВГК, впоследствии передана в подчинение Западного фронта, принимала участие в битве за Москву. Поддерживала дятьковских партизан. Далее до августа 1943 года вела оборонительные бои в районе Кирова (Калужская область), в августе-октябре принимала участие в Смоленской операции 1943 года.
23 апреля 1944 года армия была расформирована на основании директивы Ставки ВГК от 19 апреля 1944 г. На базе управления армии было создано полевое управление 2-го Белорусского фронта, а войска и занимаемая армией полоса обороны переданы в 49-ю армию.

### Состав
- управление
- 322-я стрелковая дивизия
- 323-я стрелковая дивизия
- 324-я стрелковая дивизия
- 325-я стрелковая дивизия
- 326-я стрелковая дивизия
- 328-я стрелковая дивизия
- 330-я стрелковая дивизия
- 57-я кавалерийская дивизия
- 75-я кавалерийская дивизия
- ВВС 10-й армии
- артиллерийские, инженерные и другие части

ВВС 10-й армии состояли из авиационных частей:
| Период                  | Наименование                                    |
| ----------------------- | ----------------------------------------------- |
| 01.02.42 — 28.02.1942   | 20-й истребительный авиационный полк            |
| 25.01.1942 — 10.02.1942 | 32-й истребительный авиационный полк            |
| 25.01.1942 — 30.03.1942 | 66-й истребительный авиационный полк            |
| 02.12.1941 — 25.01.1942 | 706-й ночной бомбардировочный авиационный полк  |
| 07.01.1942 — 22.05.1942 | 681-й ближний бомбардировочный авиационный полк |
| 25.01.1942 — 30.03.1942 | 685-й ночной бомбардировочный авиационный полк  |
| 09.05.1942 — 01.03.1943 | 880-й смешанный авиационный полк                |
| 28.02.1942 — 28.05.1942 | 359-я отдельная авиационная эскадрилья          |

## Командование
Командующие
- Голубев, Константин Дмитриевич (18.03.1941 — 5.07.1941), генерал-майор;
- Ефремов, Михаил Григорьевич (30.09.1941 — 17.10.1941), генерал-лейтенант;
- Голиков, Филипп Иванович (25.10.1941 — 01.02.1942), генерал-лейтенант;
- Попов, Василий Степанович (02.02.1942 — 05.04.1944), генерал-майор, генерал-лейтенант;
- Крючёнкин, Василий Дмитриевич (05.04.1944 — 20.04.1944), генерал-лейтенант.

Начальники штаба
- Ляпин, Петр Иванович (07.1940 — 01.08.1941), генерал-майор;
- Иванов Иван Иванович (30.09.1941 — 17.10.1941), генерал-майор;
- Дронов, Николай Сергеевич (25.10.1941 — 13.12.1941), генерал-майор;
- Любарский, Степан Иванович (13.12.1941 — 23.04.1944), полковник, генерал-майор.

Члены Военного Совета
- Дубровский, Дмитрий Георгиевич (09.09.1939 — 23.07.1941), дивизионный комиссар;
- Николаев, Тимофей Леонтьевич (22.10.1941 — 20.01.1943), корпусной комиссар, генерал-майор;
- Кожевников, Сергей Константинович (28.11.1941 — 17.11.1943), корпусной комиссар, генерал-майор;
- Карпенков, Даниил Авдеевич (21.01.1943 — 18.04.1944), полковник, генерал-майор;
- Гузий, Виктор Герасимович (17.11.1943 — 18.04.1944), полковник.

Начальники политотдела
- Пономарёв, Иван Михайлович (27.10.1941 — 21.08.1942), полковой комиссар.